# 세스나 172

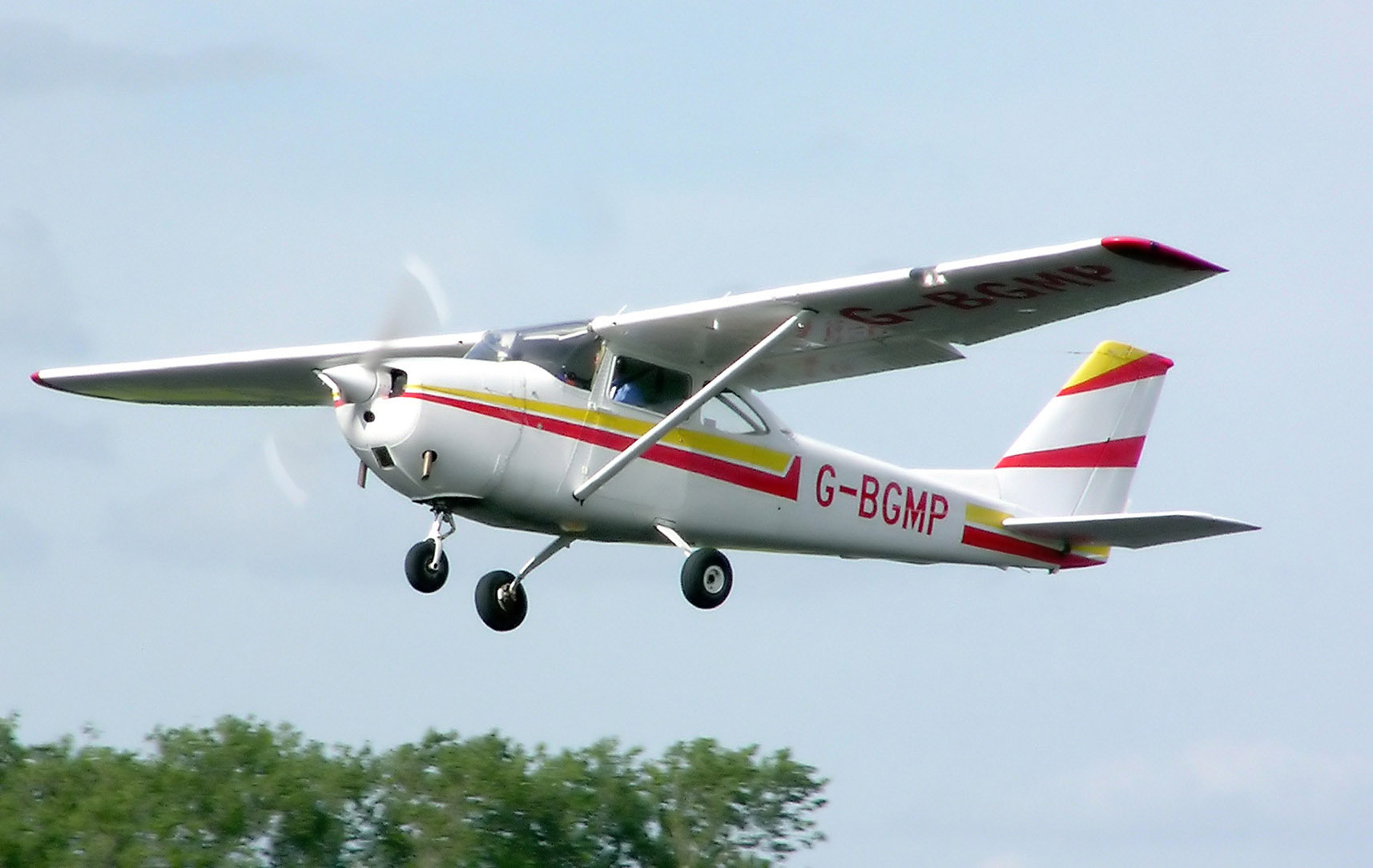
1966 세스나 F172G

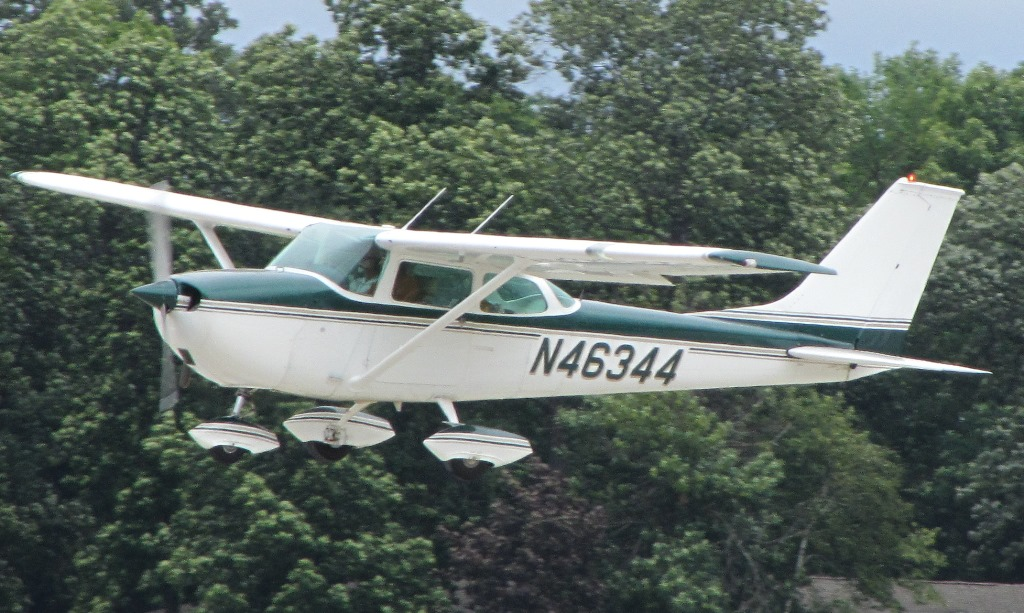
1968 세스나 172K

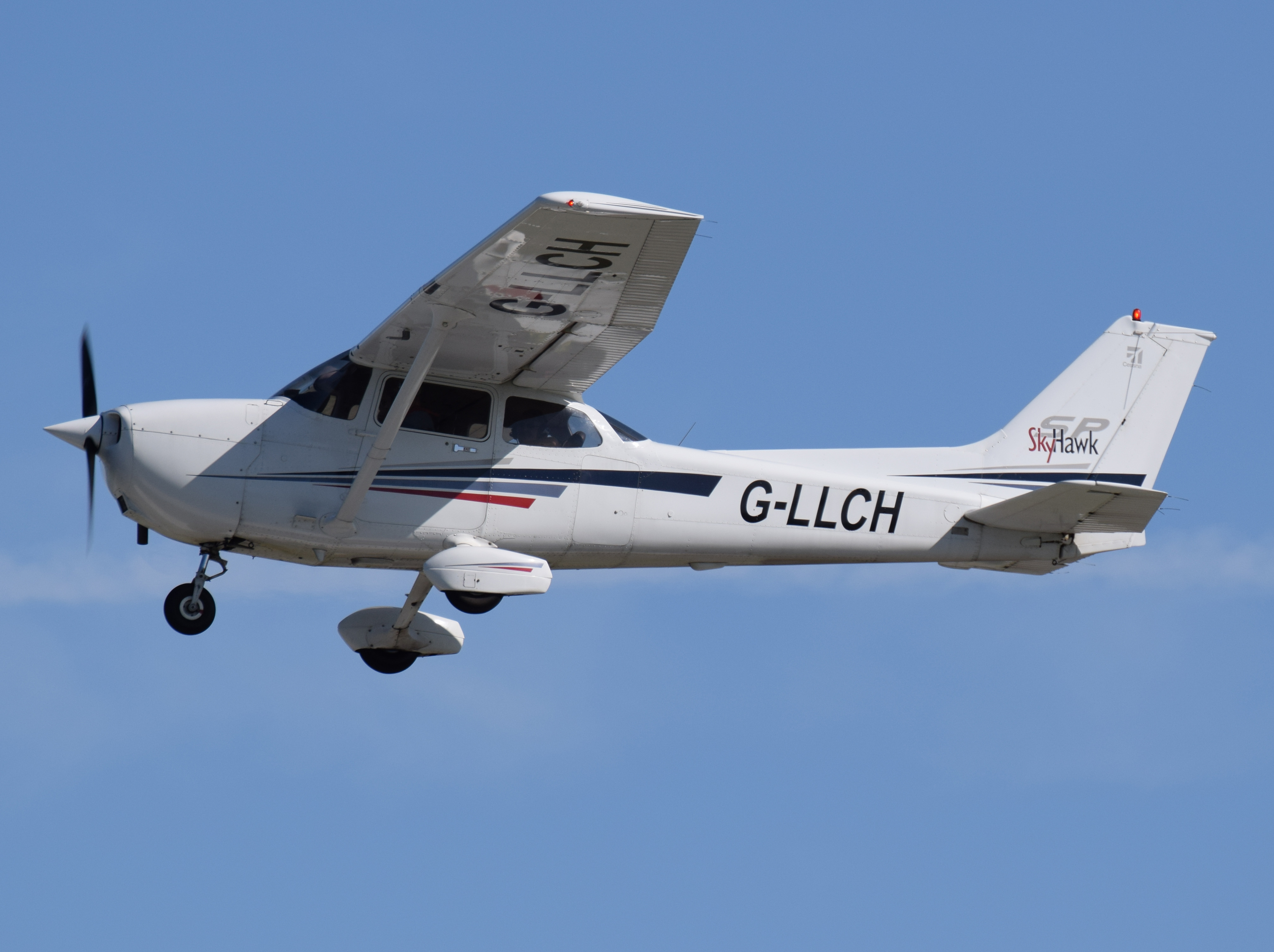
2001 세스나 172S

세스나 172 스카이호크(Cessna 172 Skyhawk)는 미국 세스나가 제조, 판매하는 4인승 단발엔진 고 고정익 경비행기이다.
세스나는 세계 3대 경비행기 제조회사로서, 43,000대 이상이 판매된 세스나 172는 세계에서 가장 많이 팔린 경비행기이다. 2012년 세스나 172R의 가격은 27만 4,900달러 (한화 약 3억 6200만원) 이고 172S의 가격은 30만 7,500달러 (한화 약 4억 500만원)이다.

## 엔진
미국 라이커밍 엔진이 생산하는 라이커밍 O-360 엔진을 사용한다. 라이커밍 O-360 엔진은 많은 파생형이 있으며, 전세계의 수많은 경비행기, 곡예비행기가 사용하는 매우 유명한 프로펠러 엔진이다. 여담으로 세대 I 전에는 다른 엔진을 사용했다.

## 제원
일반 제원
- 승무원: 2명 (co-pilot)
- 승객: 2명
- 길이: 27 ft 2 in (8.28 m)
- 주익폭: 36 ft 1 in (11.00 m)
- 높이: 8 ft 11 in (2.72 m)
- 주익면적: 174 sq ft (16.2 m2)
- 건조중량: 1,691 lb (767 kg)
- 최대중량: 2,450 lb (1,111 kg)
- 연료탱크 용량: 56 US gallons (212 litres)
- 엔진: 1 × Lycoming IO-360-L2A four cylinder, horizontally opposed aircraft engine, 180 hp (120 kW)
- 프로펠러: 2엽 강철

성능
- 순항속도: 122 kn (140 mph; 226 km/h)
- 실속속도: 47 kn (54 mph; 87 km/h) (power off, flaps down)[80]
- 초과금지속도: 163 kn (188 mph; 302 km/h) (IAS)[9]
- 항속거리: 696 nmi (801 mi; 1,289 km) with 45 minute reserve, 55% power, at 12,000 ft
- 최고고도: 13,500 ft (4,100 m)
- 상승률: 721 ft/min (3.66 m/s)

항공전자공학(Avionics)
- Garmin G1000 디지털 디스플레이 (옵션)

## 같이 보기
- 세스나 182